# Bonito
För andra betydelser, se Bonito (olika betydelser).
Bonito (spanska, "vacker"), är ett annant namn för tribuset Sardini, som är arterna av mellanstora rovfiskar i familjen makrillfiskar, bland andra ryggstrimmig pelamid.
Bonitokött har en fast konsistens och mörkaktig färg. 
Ej att förväxlas med bonit (i tribus Thunnini, och inte Sardini) som ibland, felaktigt, kallas bonito. Bonitofiskar är snarlika bonit, och de används ibland som en billigare variant av katsuobushi; en sorts torkad bonit, som man i det japanska köket använder hyvlade flingor ifrån, till bl.a garnering eller buljong.